# ユミル

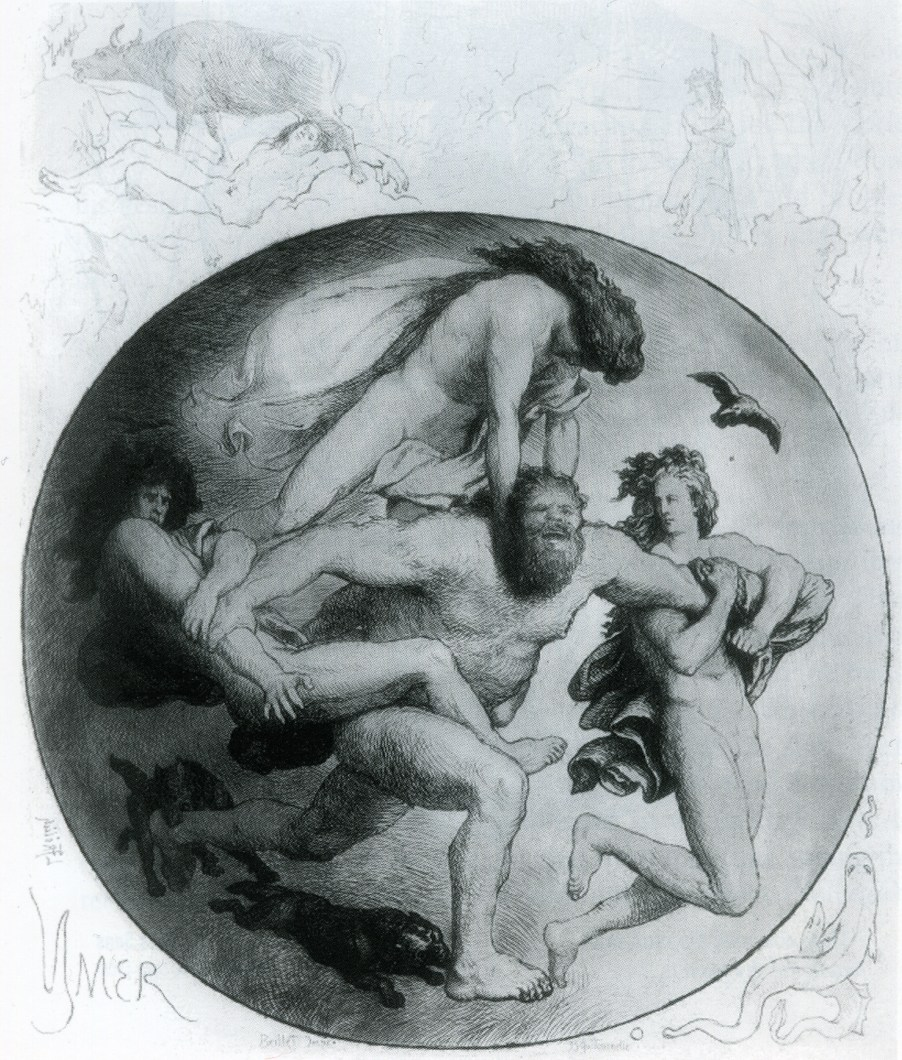
オーディン・ヴィリ・ヴェーによるユミルの殺害（ローランス・フレーリク画）

ユミル（古ノルド語: Ymir）とは北欧神話『スノッリのエッダ』に出てくる原初の巨人。彼はまたアウルゲルミル（古ノルド語: Aurgelmir、「耳障りにわめき叫ぶ者」）とも呼ばれる。なお「Ymir」の日本語表記には、他に、ユーミル、ユミール、イミルなどがある。
『スノッリのエッダ』第一部『ギュルヴィたぶらかし』の語るところでは、ユミルはギンヌンガガプの、ムスペルヘイムの熱で溶かされたニヴルヘイムの霜から、原初の牝牛アウズンブラとともに生まれ、この牝牛の乳を飲んで多くの子孫を産み、これが霜の巨人族となった。 

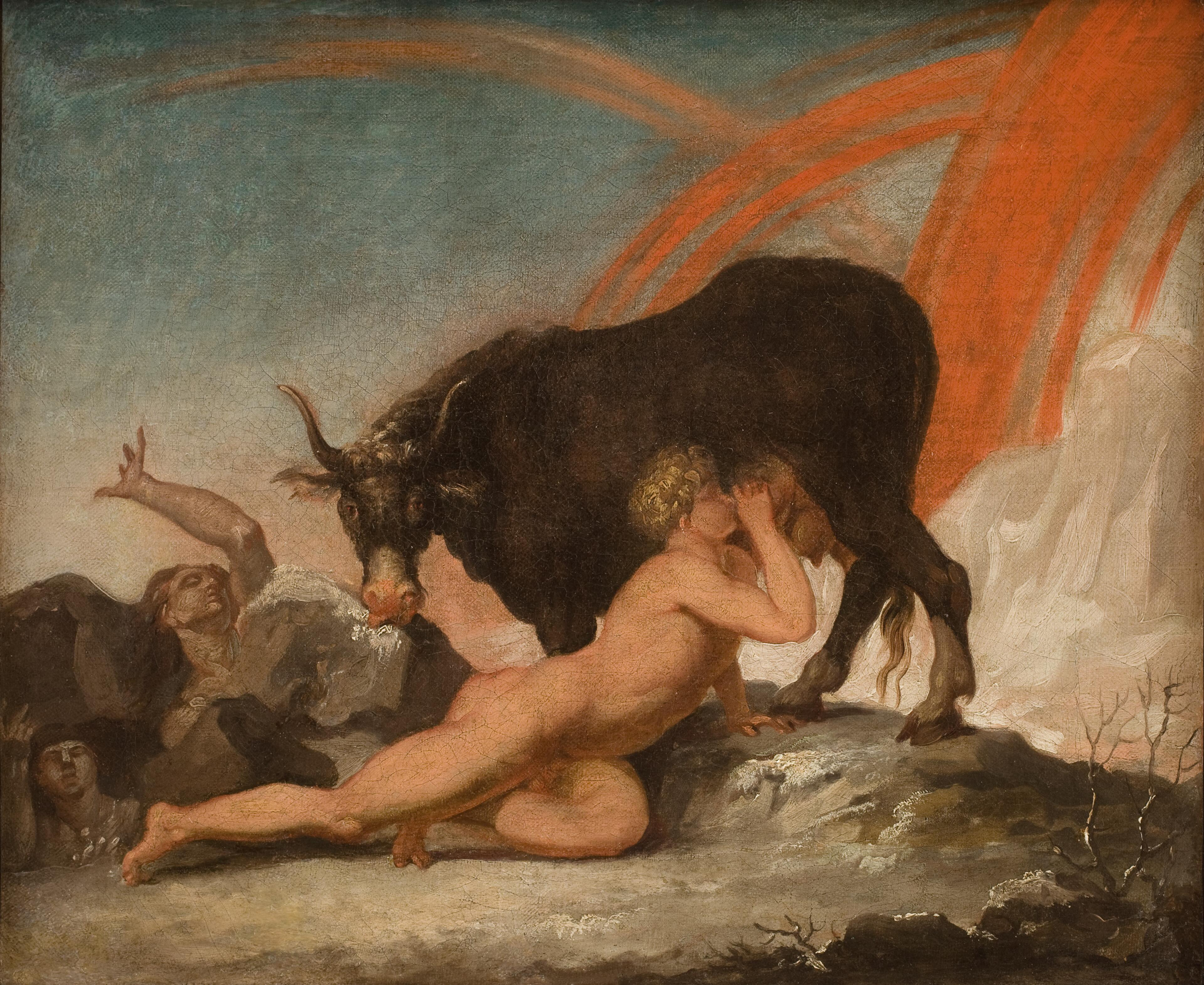
アウズンブラの乳を飲むユミル。（Nikolaj Abraham Abildgaard画。1790年）

あるとき、最初に生まれた神ブーリの息子ボル（ブル）が、ユミルの一族である霜の巨人ボルソルンの娘ベストラと結婚し、オーディン、ヴィリ、ヴェーの三神が生まれた。巨人達は非常に乱暴で神々と常に対立していたが、巨人の王となっていたユミルはこの三神に倒された。この時、ユミルから流れ出た血により、ベルゲルミルとその妻以外の巨人は死んでしまった。
三神はユミルを解体し、血から海や川を、身体から大地を、骨から山を、歯と骨から岩石を、髪の毛から草花を、まつ毛からミズガルズを囲う防壁を、頭蓋骨から天を造り、ノルズリ、スズリ、アウストリ、ヴェストリに支えさせ、脳髄から雲を造り、残りの腐った体に湧いた蛆に人型と知性を与えて妖精に変えた。
「ユミル」の名は、インド神話に登場するヤマ（閻魔大王）と同語源である。H.R.エリス・ディヴィッドソンはその上で、彼の名を「混成物」「両性具有」と理解することができ、1人で男性と女性を生み出し得る存在と考えることができ、さらには人間と巨人の始祖ともみることができるとしている。